# Cuba Libre

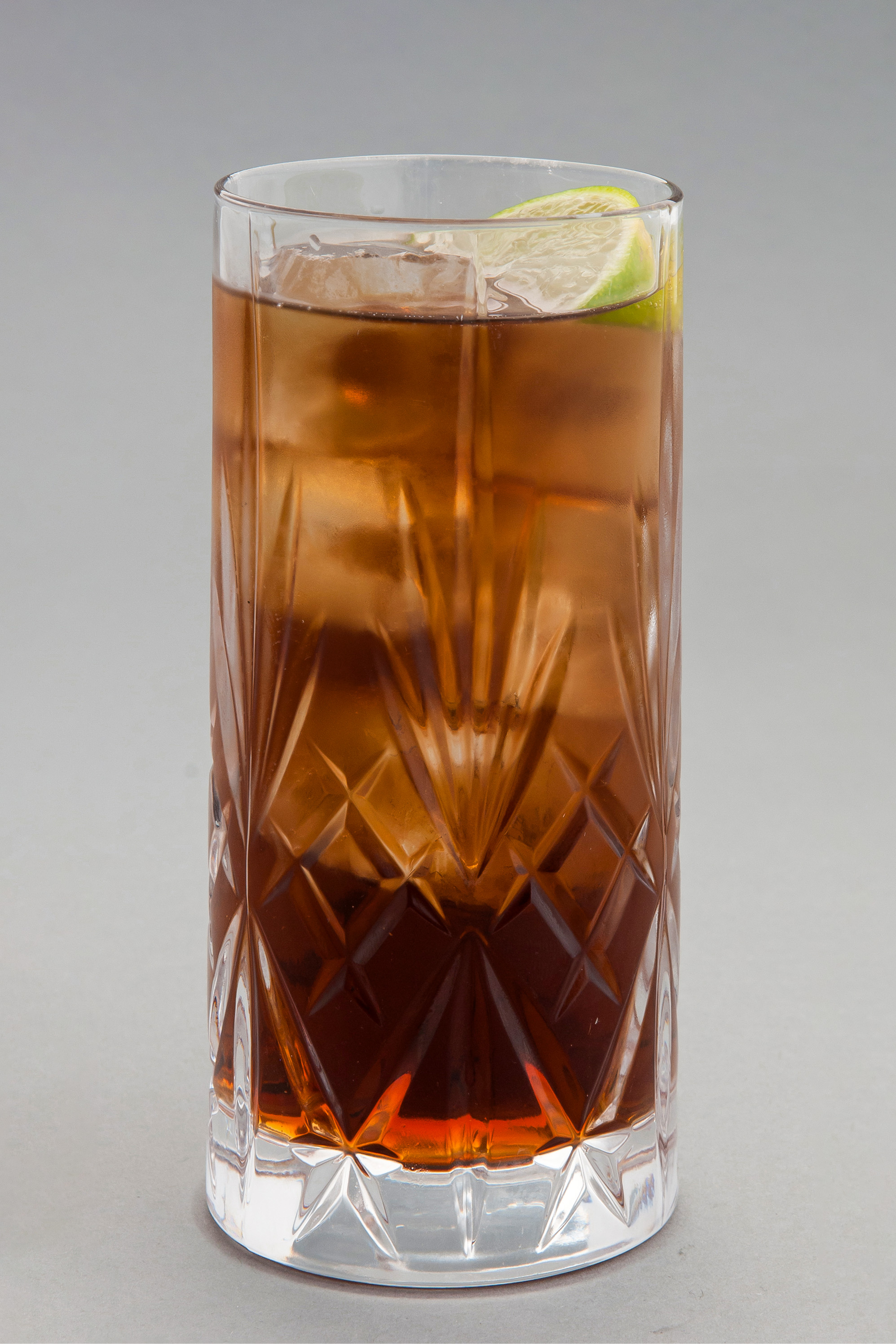
Cuba Libre

Cuba Libre (spanisch für „Freies Kuba“) ist ein Longdrink mit Rum,  Cola und Limetten, der um 1900 in Kuba entstand.

## Geschichte
Der Name soll entstanden sein, als nach Ende des Spanisch-Amerikanischen Krieges US-amerikanische Soldaten mit der Kombination aus Coca-Cola und Rum auf die Befreiung Kubas von der spanischen Kolonialherrschaft anstießen (Viva Cuba libre, spanisch für „Es lebe das freie Kuba“).
Der Drink gewann in Europa nach dem Ende des Zweiten Weltkriegs an Popularität, als der Song Rum and Coca-Cola der Andrews Sisters im Radio gespielt wurde. Nach der kubanischen Revolution und der Flucht vieler kubanischer Gegner Fidel Castros nach Florida gewann die Kombination aufgrund ihres politische Assoziationen weckenden Namens wieder an Brisanz. In Anspielung auf das Regierungssystem unter Fidel Castro und Raúl Castro wird das Getränk insbesondere von Exilkubanern auch Mentirita (spanisch für „kleine Lüge“) genannt.

## Zusammensetzung
Wie bei nahezu jedem Cocktail gibt es auch beim Cuba Libre viele verschiedene und anerkannte Varianten (Art des Rums, Marke der Cola, mit und ohne Limettensaft). Klassischerweise werden Coca-Cola und ein weißer kubanischer Rum verwendet.
Eine andere Version dieses Longdrinks ist der so genannte Cubata, der mit braunem anstatt mit weißem Rum gemixt wird. In Venezuela gibt es noch eine regionale Version, genannt Cuba libre preparado, mit einem Schuss Gin und einem Spritzer Angosturabitter.